# Hrabakita
La hrabakita és un mineral de la classe dels sulfurs que pertany al grup de la hauchecornita. Rep el nom en honor de Josef Hrabák (13 d'abril de 1833, Sirá, República Txeca - 15 de juliol de 1921, Příbram, República Txeca), antic professor del Museu Miner de Příbram.

## Característiques
La hrabakita és una sulfosal de fórmula química Ni9PbSbS₈. Va ser aprovada com a espècie vàlida per l'Associació Mineralògica Internacional l'any 2020, sent publicada per primera vegada el 2021. Cristal·litza en el sistema tetragonal. La seva duresa a l'escala de Mohs es troba entre 5 i 6.
Les mostres que van servir per a determinar l'espècie, el que es coneix com a material tipus, es troben conservades a les col·leccions del departament de mineralogia i petrologia del Museu Nacional de Praga, a la República Txeca, amb el número de catàleg: p1p 30/2020; i al Museu Miner de Příbram, també a la República Txeca, amb el número de catàleg: 1/2020.

## Formació i jaciments
Va ser descoberta a la República Txeca, concretament a la mina Uranium No. 9, situada a la localitat de Háje, al districte de Příbram (Bohèmia Central), on es troba en forma de cristalls prismàtics de fins a 120 μm de mida i com a grans al·lotriomorfs. Aquesta mina txeca és l'únic indret de tot el planeta on ha estat descrita aquesta espècie mineral.